# Carmen Cabezas i Peña
Carmen Cabezas i Peña   (Salamanca, 9 de juny de 1959) és una metgessa espanyola.
Llicenciada i doctora en Medicina i Recerca Traslacional per la Universitat de Barcelona, va exercir de Secretària de Salut Pública de la Generalitat de Catalunya entre 2021 i 2024, any en què es va jubilar.
Cabezas és especialista en medicina familiar i comunitària i en medicina preventiva i salut pública. Té estudis de màster en Metodologia de les Ciències de la Salut per la Universitat Autònoma de Barcelona i és diplomada en Sanitat per l'Escuela Nacional de Salud. També té un postgrau en Gestió de Qualitat de la UAB-Fundació Avedis Donabedian. És col·laboradora docent en moltes universitats catalanes, especialment en el màster de Salut Pública de la Universitat Pompeu Fabra.
Cabezas va ser tècnica de Salut Pública i directora assistencial a l'Hospitalet de Llobregat a l'Institut Català de la Salut (1990-2001) i responsable de la Unitat de Recerca en Atenció Primària de l'Institut Català de la Salut-Fundació Jordi Gol i Godina (2001-2006). Des del 2006 era la subdirectora general de Promoció de la Salut de l'Agència de Salut Pública de Catalunya, des d'on ha dirigit l'estratègia de vacunació contra la COVID-19 del govern català. Més endavant va exercir de Secretària de Salut Pública de la Generalitat de Catalunya des de l'1 de juny de 2021 (nomenada per l'aleshores conseller de Salut Josep Maria Argimon, a qui va substituir en el càrrec) fins al 13 d'agost de 2024, quan es va jubilar.
El Govern de la Generalitat de catalunya li ha atorgat la Medalla Josep Trueta el 12 de Novembre de 2024 per la seva contribució fonamental a la salut pública a Catalunya.